# ユナイテッド航空2860便墜落事故
ユナイテッド航空2860便墜落事故とは、1977年12月18日に、ユナイテッド航空が運行する貨物便がユタ州ウォサッチ山脈のフルートハイツ近郊に墜落した航空事故。
事故機の機種はダグラス DC-8、機体記号はN8047Uで、カリフォルニア州サンフランシスコからユタ州ソルトレイクシティを経由しイリノイ州シカゴへ向かう計画だった。墜落当時、事故機は経由地のユタ州でホールディングパターンを取っていた。乗員3人全員が死亡した。

## 事故の概要
1977年12月17日土曜日遅くの23時17分（太平洋標準時、ユタ州で使われる山岳部標準時では18日00時17分）、ユナイテッド航空の貨物便である2860便はサンフランシスコを出発した。搭乗していたのは運行乗員3人のみで、49歳の機長・46歳の副操縦士・34歳の航空機関士だった。出発の数時間前に、経由地としてユタ州ソルトレイクシティが追加されていた。出発から小一時間を経た山岳部標準時01時11分、事故機がソルトレイクシティに近づいた時、乗員は電気的トラブルが発生していることを空港に無線連絡し、空中待機（ホールディング）のクリアランスを求めた。クリアランスは承認され、事故機はホールディングパターンに入った。
ホールディングパターンに入っている間、事故機は無線周波数を変えたため、7分半に渡って進入管制と連絡がつかない状態になった。この間に標高差の大きい危険な地形の上空に進入してしまった。乗員は航空会社の整備員とコンタクトを取って電気的トラブルについて議論していた。彼らは管制塔に緊急設備の準備をしてもらうことを決め、ソルトレイクシティの管制と再びコンタクトを取った。
管制官は2860便が危険な状態にあることに気付いたが、事故機が周波数を元に戻すまでコンタクトできなかった。通話が可能になると管制官はすぐに2860便に対して右手側に地表が迫っていることを告げ、即時に左に旋回するように指示した。管制官は返事を待たず指示を繰り返し、事故機の乗員は繰り返された指示に応答した。14秒後、同じ管制官は2860便に 8,000 ft (2,440 m) に上昇するように指示した。事故機は 6,000 ft (1,830 m) から 8,000 ft (2,440 m) へ向けて上昇中と答えたが、11秒後の山岳部標準時1時38分に山頂高さ 7,665 ft (2,340 m) の山の尾根、標高7,200 ft (2,190 m) 地点に衝突した。
ファーミントンの保安官事務所は、爆発とそれに続く地鳴りが感じられたことを報告した。特派員が空港に連絡をとり、所在不明の航空機が存在するかどうか尋ねた。最初の回答はノーだった。その後の質疑で貨物便が墜落したことが明らかになった。保安官事務所が救助チームを編成して現場に送り、彼らは機体の残骸と乗員の遺体を見つけた。救助チームの報告によれば、ブリーフケースより大きな部品は何一つ衝突を耐えられないような状態だった。衝突痕はその後数年間にわたって山肌に見ることができた。
ケイズビルとフルートハイツの証言者たちは、航空機が頭上を低空飛行するのを目にしていた。その直後、彼らの全てが、東側でオレンジ色の光が3から4秒間に渡って発せられるのを目撃した。全員が当時雨が降っていたと述べ、うち何人かは豪雨だったと証言した。乗員3人全員が死亡し、機体は破壊された。

## 事故原因
国家運輸安全委員会（NTSB）は事故原因について「管制官が不完全で曖昧な空中待機のクリアランスを発行し、乗員がそれを受け入れたこと」と推定した。乗員については、コミュニケーションの欠如が生じた際のガイドラインを遵守しなかったこと、空中待機の手続きを確立するにあたって遵守事項に従わなかったことが指摘された。航空機の電気的トラブルは寄与的な要素とされた。
加えて、コクピット・ボイス・レコーダーは不作動状態に置かれていた。これは操縦室内の寄与的な要素を特定することを通じた事故調査を妨げることになった。